# Сукве
Сукве — открытые союзы у народов Меланезии. Они связаны с религиозными представлениями только косвенно. Это важный общественный институт, созданный для усиления власти общественной верхушки и накопления богатства. Члены высших рангов Сукве считаются обладающими особо сильной магической силой (мана). Вероятно, имеют какую-то связь с другими союзами (тайными).